# Edward Huni'ehu
Edward Huni'ehu, né le 1er janvier 1956 et mort le 12 avril 2010, est un homme politique salomonais.

## Biographie
Il effectue son enseignement supérieur au Solomon Islands College of Higher Education (en) à Honiara.
Il entre au Parlement national en remportant une élection législative partielle dans la circonscription Are'are'-est en 1992 - circonscription laissée vacante par la démission de Sir Peter Kenilorea, le Premier ministre fondateur du pays. Conservant son siège de député aux élections législatives de 1993, il est nommé ministre des Infrastructures publiques, des Travaux publics et des Transports dans le gouvernement de Francis Billy Hilly. Brièvement chef de l'opposition parlementaire face au gouvernement de Solomon Mamaloni en 1997, il ne se représente pas aux élections législatives cette année là. Revenu au Parlement en 2001, il est le ministre de l'Agriculture dans le gouvernement d'Allan Kemakeza de décembre 2001 à décembre 2002, puis ministre de l'Éducation et du Développement des ressources humaines dans l'éphémère gouvernement de Snyder Rini d'avril à mai 2006.
En décembre 2007, il est nommé ministre de l'Énergie, des Mines et de l'Electrification rurale par le nouveau Premier ministre Derek Sikua. À ce poste il obtient du Japon, dans le cadre de l'aide au développement, le financement d'une production électrique stable pour la ville de Honiara, la capitale du pays. Il meurt en fonction le 12 avril 2010, à l'issue d'une longue maladie,.